# 波江座DO
波江座DO，又名BD-12 752，HD 24712、SAO 149251、HR 1217，是波江座的一颗恒星，视星等为6，位于銀經202.97，銀緯-44.47，其B1900.0坐标为赤經3h 50m 33.9s，赤緯-12° -44.47′ 29″。